# Lennart Axelsson
Lennart Axelsson (* 11. Juli 1941 in Schweden) ist ein schwedischer Jazztrompeter mit Wohnsitz in Hamburg.

## Leben und Wirken
Axelsson wuchs in einer Kleinstadt in Schweden auf und begann das Trompeten als junges Schulkind. Nach seiner Schulzeit ging er zur schwedischen Luftwaffe. Dort war er in Musikkorps eingesetzt und spielte weiterhin Kornett. 1967 machte er sein Examen an der Königlichen Musikhochschule Stockholm. Darauf folgten einige Produktionen mit der Schwedischen Radio-Bigband unter Leitung von Harry Arnold und Quincy Jones sowie Konzerte in Skandinavien.
Seit 1970 spielte Axelsson erste Trompete bei James Last & His Orchestra. Bald darauf war er auch in der Bigband des Schweizer Radios DRS als erster Trompeter tätig. 1985 zog er nach Hamburg und wechselte zur NDR Bigband, wo er bis März 2005 erste und Solotrompete spielte. Seit seiner Pensionierung spielt er freizeitmäßig in professionellen Bigbands.
Axelsson hat mit vielen Jazz- und Popgrößen gespielt, darunter Chet Baker, Quincy Jones, Henry Mancini, Johnny Griffin, Joe Pass, Michael Gibbs, Albert Mangelsdorff, Gil Evans, Sal Nistico, Herb Geller, Nils Landgren, Don Menza, Peter Herbolzheimer, Toots Thielemans, Kurt Witt  und Renato Anselmi. 
Er verfasste die Anleitung Trumpet power. Das Balance-Prinzip, die sich an fortgeschrittene Trompeter richtet.

## Diskographische Hinweise
- All the Things You Are (mit Joe Gallardo, Dan Gottshall, Fiete Felsch, Lutz Büchner, Sandra Hempel, Heinz Lichius, Omar Rodriguez Calvo u. a., 2015)